# Arquebisbat de Durango
L'arquebisbat de Durango (castellà: Arquidiócesis de Durango, llatí: Archidioecesis Durangensis) és una seu metropolitana de l'Església Catòlica a Mèxic que pertany a la regió eclesiàstica Vizcaya-Pacifico. Al 2006 tenia 1.642.200 batejats sobre una població de 1.785.000 habitants. Actualment està regida per l'arquebisbe José Antonio Fernández Hurtado.

## Territori
L'arxidiòcesi una trentena de municipis de la franja central de l'estat mexicà de la Durango.
La seu arxiepiscopal és la ciutat de Victoria de Durango, on es troba la catedral de la Mare de Déu.
El territori s'estén sobre 109.422 km², i està dividit en 105 parròquies.

### Província eclesiàstica
La província eclesiàstica de Durango comprèn les següents circumscripcions eclesiàstiques:
- la prelatura territorial de El Salto
- la bisbat de Gómez Palacio
- la bisbat de Mazatlán
- la bisbat de Torreón.

## Història
L'activitat missionera al nord-oest de Mèxic va ser més tardana que la regió central del país. Des de la primera meitat del segle XVI els franciscans van realitzar alguns intents, i després de la fundació de la ciutat de Durango es va construir el monestir que va esdevenir el centre de la missió que s'estenia fins Califòrnia. A petició del rei Felip III d'Espanya, al consistori del 28 de setembre de 1620 es va decidir l'erecció de la diòcesi de Durango, amb territori pres de la diòcesi de Guadalajara. Era sufragània de l'arquebisbat de Mèxic.
Originalment el territori de la nova diòcesi era immens; comprenia els actuals estats mexicans de Durango, Sinaloa, Sonora, Chihuahua i Califòrnia, així com Nou Mèxic; ; però en teoria la seva jurisdicció arribava fins al Mississipi. Els bisbes havien de viatjar milers de quilòmetres per visitar la diòcesi, per fundar noves esglésies i batejar els molts nadius que es van convertir al cristianisme. Es deu a Ignacio Diez de la Barrera l'establiment del seminari diocesà; en els nombrosos informes de les visites pastorals dels bisbes es va lamentar que els franciscans, als que se'ls donà la tasca d'evangelitzar el nord de la diòcesi, no aprenien la llengua dels indis.
El 7 de maig de 1779, el 18 de juliol de 1826 i el 23 de juliol de 1850, la diòcesi va cedir porcions del seu territori per a la creació, respectivament, de la diòcesi de Sonora (avui arquebisbat d'Hermosillo), del bisbat de Saint Louis i del vicariat apostòlic de Nou Mèxic (avui arquebisbat de Santa Fe).
Durant el segle xviii els bisbes es van oposar amb energia i coratge a les disposicions anticlericals del nou govern de Mèxic dirigides al control de l'Església i per limitar la llibertat d'acció. Entre ells es distingeixen el bisbe José Antonio Laureano de Zubiría i Escalante.
El 1863, la diòcesi va passar a formar part de la província eclesiàstica de l'arquebisbat de Guadalajara, erigit en el mateix any.
El 23 de juny de 1891, en virtut de la butlla Illud in primis del Papa Lleó XIII, cedí una altra porció de territori per a la creació de la diòcesi de Chihuahua i al mateix temps va ser elevada al rang d'arxidiòcesi metropolitana. En 1896 va celebrar-se el primer concili provincial sota la presidència de l'arquebisbe de Santiago de Zubiría i Manzanera.
El seu successor, Francesc de Paula Mendoza i Herrera va tractar en va de defensar la ciutat de les tropes revolucionàries episcopals el 1913: va ser empresonat primer, i després exiliat als Estats Units, des d'on no va poder tornar a entrar al país fins al 1919. Fins i tot el seu successor José María González València també es va haver d'exiliar als Estats Units, d'on va tornar el 1929, per la seva ferma oposició a les lleis anticlericals del govern i de la publicació d'una carta pastoral resistent que el va atraure l'atenció de tota l'Església mexicana. En aquest període de persecució de l'Església mexicana diversos sacerdots de l'arxidiòcesi van ser assassinats.
A la segona meitat del segle XX i el començament del nou mil·lenni, l'arxidiòcesi cedí més porcions de terra per al benefici de la creació de diferents jurisdiccions eclesiàstiques: el bisbat de Mazatlán (1958), la prelatura territorial de Jesús María (1962), la prelatura territorial de El Salto (1968) i el bisbat de Gómez Palacio (2008).

## Cronologia episcopal
- Gonzalo Hernández y Hermosillo y González, O.S.A. † (12 d'octubre de 1620 - 28 de gener de 1631 mort)
- Alonso de Franco y Luna † (7 de juny de 1632 - 30 de maig de 1639 nomenat bisbe de La Paz)
- Francisco Diego Díaz de Quintanilla y de Hevía y Valdés, O.S.B. † (8 d'agost de 1639 - 14 de maig de 1655 nomenat bisbe d'Antequera)
- Pedro de Barrientos Lomelin † (31 de maig de 1655 - 18 d'octubre de 1658 mort)
- Juan Aguirre y Gorozpe † (17 de novembre de 1659 - 21 de setembre de 1671 mort)
- Juan de Ortega Cano Montañez y Patiño † (16 d'abril de 1674 - 9 de setembre de 1675 nomenat bisbe de Guatemala)
- Bartolomé Garcia de Escañuela, O.F.M. † (16 de novembre de 1676 - 20 de novembre de 1684 mort)
- Manuel de Herrera, O.F.M. † (13 de maig de 1686 - 31 de gener de 1689 mort)
- García Felipe de Legazpi y Velasco Altamirano y Albornoz † (27 d'agost de 1691 - 8 d'agost de 1701 nomenat bisbe de Michoacán)
- Manuel de Escalante Colombres y Mendoza † (3 d'octubre de 1701 - 19 de maig de 1704 nomenat bisbe de Michoacán)
- Ignacio Diez de la Barrera † (16 de novembre de 1705 - 20 de setembre de 1709 mort)
  - Sede vacante (1709-1714)
- Pedro de Tapiz y García † (26 de febrer de 1714 - 13 d'abril de 1722 mort)[1]
- Benito Crespo y Monroy, O.S. † (7 d'octubre de 1722 - 20 de gener de 1734 nomenat bisbe de Tlaxcala)
- Martín de Elizacoechea † (27 de juliol de 1735 - 8 de març de 1745 nomenat bisbe de Michoacán)
- Pedro Anselmo Sánchez de Tagle † (10 d'abril de 1747 - 26 de setembre de 1757 nomenat bisbe de Michoacán)
- Pedro Zamorana Romezal † (19 de desembre de 1757 - 21 de desembre de 1768 mort)
- José Vicente Díaz Bravo, O.Carm. † (20 de novembre de 1769 - 24 d'abril de 1772 mort)
- Antonio Macarulla Minguilla de Aguilain † (14 de desembre de 1772 - 12 de juny de 1781 mort)
- Esteban Lorenzo de Tristán y Esmenota † (15 de desembre de 1783 - 17 de juny de 1793 nomenat bisbe de Guadalajara)
- José Joaquín Granados y Gálvez, O.F.M. † (21 de febrer de 1794 - 19 d'agost de 1794 mort)
- Francisco Gabriel de Olivares y Benito † (22 de setembre de 1795 - 26 de febrer de 1812 mort)
  - Sede vacante (1812-1815)
- Juan Francisco Castañiza Larrea y González de Agüero † (18 de desembre de 1815 - 29 d'octubre de 1825 mort)
  - Sede vacante (1825-1831)
- José Antonio Laureano de Zubiría y Escalante † (28 de febrer de 1831 - 28 de novembre de 1863 mort)
  - Sede vacante (1863-1868)
- José Vicente Salinas e Infanzón † (22 de juny de 1868 - 9 de gener de 1894 mort)
- Santiago de Zubiría y Manzanera † (18 de març de 1895 - 26 de gener de 1909 mort)
- Francisco de Paula Mendoza y Herrera † (7 d'agost de 1909 - 28 de juliol de 1923 mort)
- José María González Valencia † (24 de març de 1924 - 28 de gener de 1959 mort)
- Lucio Torreblanca † (25 de maig de 1959 - 24 d'agost de 1961 mort)
- Antonio López Aviña † (14 de desembre de 1961 - 4 de març de 1993 jubilat)
- José Trinidad Medel Pérez (4 de març de 1993 - 5 de juny de 2002 renuncià)
- Héctor González Martínez (11 de febrer de 2003 - 26 de setembre de 2014 jubilat)
- José Antonio Fernández Hurtado, dal 26 de setembre de 2014

## Estadístiques
A finals del 2006, la diòcesi tenia 1.642.200 batejats sobre una població de 1.785.000 persones, equivalent al 92,0% del total.
| any  | població  | població  | població | sacerdots | sacerdots       | sacerdots       | sacerdots             | diaques | religiosos | religiosos | parròquies |
| ---- | --------- | --------- | -------- | --------- | --------------- | --------------- | --------------------- | ------- | ---------- | ---------- | ---------- |
| any  | batejats  | total     | %        | total     | clergat secular | clergat regular | batejats por sacerdot | diaques | homes      | dones      |            |
| 1950 | 583.000   | 600.000   | 97,2     | 99        | 90              | 9               | 5.888                 |         | 22         | 162        | 52         |
| 1966 | 840.000   | 855.320   | 98,2     | 127       | 117             | 10              | 6.614                 |         | 44         | 306        | 55         |
| 1968 | 826.501   | 852.062   | 97,0     | 143       | 131             | 12              | 5.779                 |         | 43         | 313        | 53         |
| 1976 | 995.900   | 1.041.272 | 95,6     | 152       | 138             | 14              | 6.551                 |         | 14         | 410        | 68         |
| 1980 | 1.226.090 | 1.262.864 | 97,1     | 136       | 136             |                 | 9.015                 |         | 15         | 398        | 75         |
| 1990 | 1.367.048 | 1.424.008 | 96,0     | 176       | 160             | 16              | 7.767                 |         | 29         | 448        | 88         |
| 1999 | 1.671.032 | 1.816.340 | 92,0     | 223       | 204             | 19              | 7.493                 |         | 46         | 420        | 105        |
| 2000 | 1.838.136 | 1.997.974 | 92,0     | 220       | 201             | 19              | 8.355                 |         | 46         | 387        | 105        |
| 2001 | 2.157.812 | 2.197.771 | 98,2     | 218       | 199             | 19              | 9.898                 |         | 46         | 387        | 105        |
| 2003 | 1.564.000 | 1.700.000 | 92,0     | 216       | 199             | 17              | 7.240                 |         | 41         | 400        | 102        |
| 2004 | 1.564.000 | 1.700.000 | 92,0     | 213       | 196             | 17              | 7.342                 |         | 41         | 400        | 102        |
| 2006 | 1.642.200 | 1.785.000 | 92,0     | 224       | 206             | 18              | 7.331                 |         | 38         | 434        | 105        |